# 버네사 레드그레이브
버네사 레드그레이브 여사(영어: Dame Vanessa Redgrave, DBE, 1937년 1월 30일~)는 잉글랜드의 배우이다.

## 출연 작품

### 영화
- 댈러웨이 부인
- 딥 임팩트
- 미션 임파서블 - 맥스 역
- 카 2
- 레터스 투 줄리엣 - 클레어 역
- 빌리와 용감한 녀석들 3D - 위니프레드 역 (목소리)
- 내부고발자 - 마들레인 리스 역
- 미랄
- 로빈슨 인 루인스
- 코리올라누스: 세기의 라이벌 - 보럼니아 역
- 위대한 비밀 - 퀸 엘리자베스 역
- 송 포 유 - 메리언 역
- 더 라스트 윌 앤드 테스트멘트 오브 로잘린 리이
- 버틀러: 대통령의 집사 - 안나베스 웨스트 폴 역
- 열세 번째 이야기
- 폭스캐처
- 블랙박스
- 비너스
- 로즈 - 나이 든 로즈 역
- 필름스타 인 리버풀 - 진 역
- 씨 소로우 (감독)
- 조지타운
- 더 아스펀 페이퍼스
- 더 로스트 걸스

### 드라마
- 콜 더 미드와이프 1(BBC One) - 중년 제니 역(목소리)

## 서훈
- 1967년 대영 제국 훈장 3등급(CBE)[1]
- 2022년 대영 제국 훈장 2등급(DBE, 작위급 훈장)[2]